# Estaquillas
Estaquillas es un despoblado español del municipio de Ledesma, perteneciente a la provincia de Salamanca, en la comunidad autónoma de Castilla y León.

## Historia
Hacia mediados del siglo XIX, el lugar, por entonces referido como una aldea agregada a Pelilla, tenía contabilizada una población de cinco habitantes. Aparece descrito en el séptimo volumen del Diccionario geográfico-estadístico-histórico de España y sus posesiones de Ultramar de Pascual Madoz con las siguientes palabras:

ESTAQUILLAS: ald. agregada al ayunt. de Pelilla (3/4 leg.) en la prov. de Salamanca (8), part. jud. de Ledesma (3), dióc. de Zamora (7 1/2), aud. terr. y c. g. de Valladolid (25). Está sit. en terreno montuoso, combatida por los vientos N. y S., con buen clima, y las enfermedades mas frecuentes las intermitentes y estacionales. Tiene una casa y su térm. que confina al N. con Almeyda de Sayago; S. Pelilla, y O. Estacas, se halla poblado casi todo de encinas y algun roble. El terreno es de inferior calidad. Los caminos conducen á los pueblos inmediatos. La correspondencia se recibe de Ledesma. prod.: centeno bastante inferior; críase ganado lanar, de pelo y cerdoso, siendo este el principal. pobl.: un vec., 5 alm. contr. con su ayunt. (V.)
(Madoz, 1847, p. 589)

En la actualidad, pertenece al municipio de Ledesma. En 2022, no tenía empadronado ningún habitante.